# Sesma
Sesma település Spanyolországban, Navarra autonóm közösségben. Sesma Allo, Lodosa, Cárcar, Lerín, Dicastillo, Arróniz, Lukin, Los Arcos és Mendavia községekkel határos. Lakosainak száma 1247 fő (2024).

## Népesség
A település népessége az elmúlt években az alábbi módon változott:
| Lakosok száma | 1349 | 1387 | 1295 | 1286 | 1240 | 1201 | 1152 | 1164 | 1186 | 1247 |
|               | 2001 | 2004 | 2007 | 2009 | 2012 | 2014 | 2017 | 2019 | 2022 | 2024 |